# ایلنار زاکارین
ایلنار زاکارین (روسی: Ильнур Азатович Закарин؛ زادهٔ ۱۵ سپتامبر ۱۹۸۹) دوچرخه‌سوار اهل روسیه است.
از باشگاه‌هایی که در آن بازی کرده‌است می‌توان به تیم کاتیوشا–آلپتسین، و تیم کاتیوشا–آلپتسین، و گازپروم-روس‌ولو اشاره کرد.